# 納谷伊織
納谷 伊織（なや いおり、1982年7月11日 - ）は、静岡県出身の元サッカー選手、現サッカー指導者。選手時代のポジションはMF。
三浦知良、三浦泰年のいとことして知られる。

## 経歴
父が代表を務める静岡城内FCでサッカーを始め、静岡学園高等学校、国士舘大学へと進学した。
卒業後はいとこの三浦知良に倣って渡伯し、キンゼ・ジ・ジャウーでサッカーを始めた後、数クラブを転々とした。
2007年にはJ1リーグに昇格した横浜FCのトライアルに参加するも契約はならなかった。翌年に日本フットボールリーグ所属のFC琉球に加入した。
2009年に静岡FCに移籍するも、同年限りでクラブが合併のために消滅した。
翌2010年に香港プレミアリーグの大中足球会に加入した。

## 指導歴
父の歿後は静岡城内FCの監督を務めている。

## 家族
父の納谷義郎は静岡城内FCの代表を務めた人物で、三浦知良の育ての親として、あるいは静岡FCの発起人の一人としても知られていた。三浦泰年、知良兄弟は父の兄の子にあたる。そのため、三浦獠太、三浦孝太兄弟は従甥にあたる。また、弟もサッカー選手であった。